# 독립채산제
독립채산제(獨立採算制)는 기업에서 일정한 사업 부분을 독립하여 경영하고 결산하는 일을 의미한다.
독립채산제 - 표준국어대사전

또 다른 정의로 사회주의에 하에서 사용되는 독립채산제(獨立採算制)는 개개의 국영기업에 창의와 적극성에 기하여 국가계획을 수행하기 위해서 일정한 자주성을 부여하는 경제계산제라고 하는 국영기업 관리방식의 하나이다. 또한 독점자본주의 국가에서의 국영·공영사업의 경영 방법의 하나이다. 